# All in the Mind
Singles de The Verve
She's a Superstar
(1992)
All in the Mind est une chanson du groupe de rock psychédélique The Verve et est sortie en tant que premier single du groupe au Royaume-Uni le 9 mars 1992.

## Composition et Réception
À sa sortie, la chanson arriva immédiatement en tête de la première chart de musique indépendante du pays, l'UK Indie Chart, de même que leurs deux singles suivants, She's a Superstar et Gravity Grave. La chanson a cependant connu peu de succès sur l'UK Singles Chart, la référence  grand public. Comme toutes les premières réalisations de The Verve, la musique a une grande influence psychédélique, comme on le voit aussi dans les paroles « I was born to fly, fly, pretty high » (J'étais né pour voler haut, haut, vraiment haut).

## Liste de chansons
- Vinyle 12", CD

1. All in the Mind
2. One Way to Go
3. A Man Called Sun

- Vinyle 7"

1. All in the Mind
2. One Way to Go

La face B A Man Called Sun se retrouve sur le premier EP du groupe, Verve EP (1992).